# Vilkerath

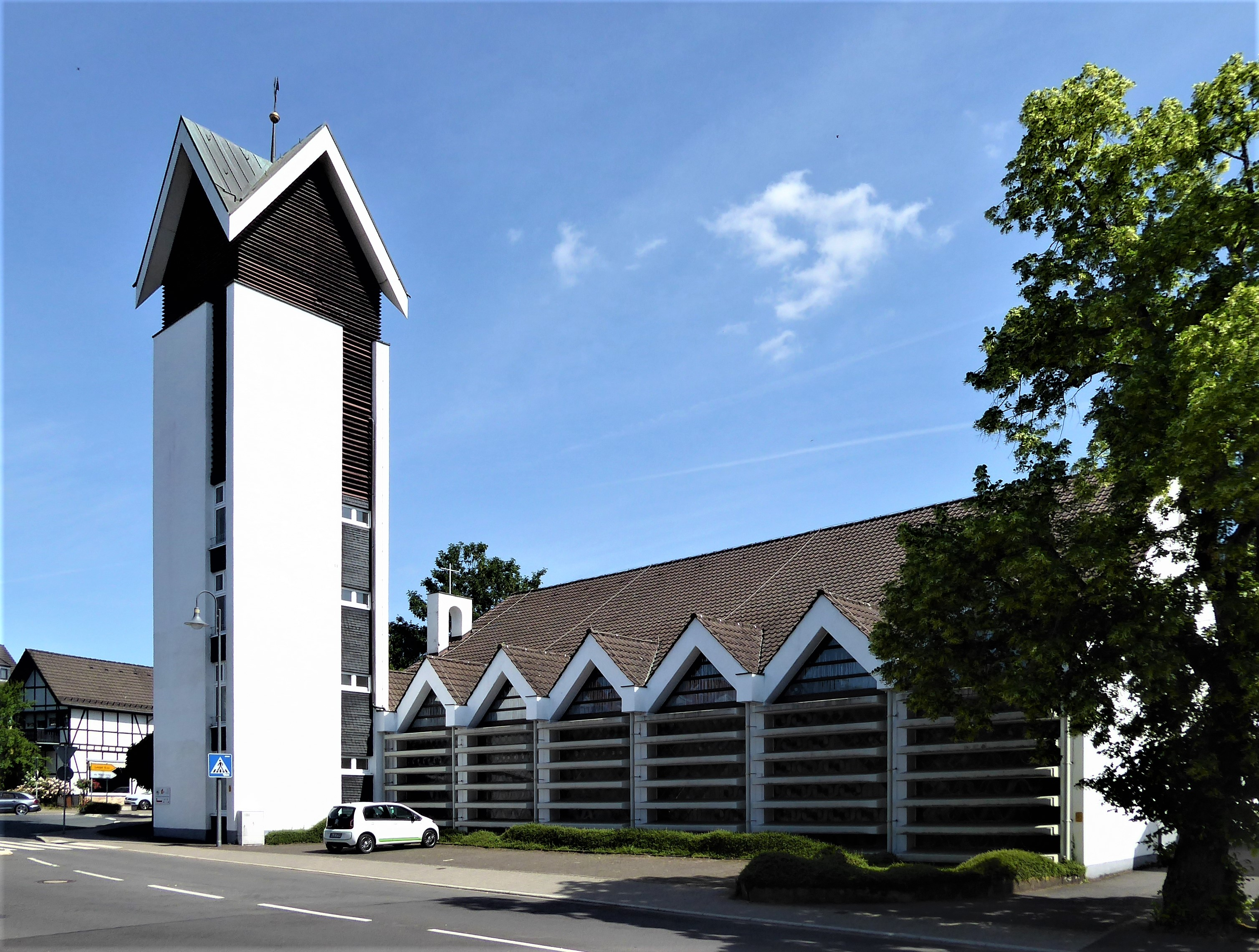
Kirche Maria Hilf in Vilkerath

Vilkerath ist ein Stadtteil von Overath im Rheinisch-Bergischen Kreis im Süden Nordrhein-Westfalens.

## Lage
Vilkerath liegt im Bergischen Land etwa 25 Kilometer östlich von Köln und gut 30 Kilometer nordöstlich von Bonn im Aggertal.

## Geschichte
Vilkerath wird erstmals 1250 urkundlich erwähnt, Kern des Orts ist der Wohnplatz Untervilkerath.
Der heutige Ortsbereich bildete sich aus den drei ursprünglich eigenständigen Wohnplätzen Untervilkerath, Aggerhof und Steinhaus, die erst im Laufe des 20. Jahrhunderts zu einem geschlossenen Ortsbereich Vilkerath zusammenwuchsen. Auch die Baulücken zu den Wohnplätzen Obervilkerath und Krombach schließen sich zunehmend.
Im Jahre 1894 wurde eine erste Kirche erbaut, die 1952 durch einen größeren Neubau ersetzt wurde. Mit dem Bau der Bahnstrecke Siegburg–Olpe ab 1884 erhielt Untervilkerath einen eigenen Haltepunkt, der nach dem Ersten Weltkrieg mit der Verlagerung der Gleistrasse weg von der heutigen Bundesstraße hin zur Agger durch den östlich gelegenen Haltepunkt Vilkerath abgelöst wurde. Dieser neue Haltepunkt wurde aber bereits wieder 1960 geschlossen.
Am 23. Januar 1961 stürzte zwischen Vilkerath und Bengelshöhe eine Transportmaschine vom Typ Noratlas der Bundeswehr ab. Alle vier Besatzungsmitglieder kamen beim Absturz ums Leben.

### Wasserburg Vilkerath
1978 wurden bei Straßenbauarbeiten Überreste der ehemaligen Wasserburg von Vilkerath gefunden.

### Bergbau
Bei Vilkerath wurde seit der Mitte des 19. Jahrhunderts Bergbau auf Buntmetallerze betrieben. Zu erwähnen sind die Bergwerke Grube Rosalinde, Grube Rupertus und die Grube Uhland, deren Grubenfeld u. a. mit der Grube Bruno II konsolidiert wurde.

## Verkehr
Durch den Ort verläuft die Kölner Straße, die mit dem Bau der Köln-Olper Chaussee (Bauzeit 1823 bis 1834) befestigt wurde. Heute ist sie zur Bundesstraße 55 ausgebaut. Südlich von Vilkerath verläuft die A 4 mit der nächsten Anschlussstelle in Overath.
Zwischen der Ortschaft und der Agger verläuft die Aggertalbahn von Köln über Dieringhausen nach Marienheide. Die nächstgelegenen Regionalbahnhöfe sind in Overath und in Engelskirchen. Da jedoch zahlreiche Pendler in den Großraum Köln fahren, wird erwogen, den Regionalbahn-Haltepunkt in Vilkerath zu reaktivieren. Dies wurde im April 2019 in der Fernseh-Satire-Sendung Extra 3 thematisiert.

## Ernteumzug

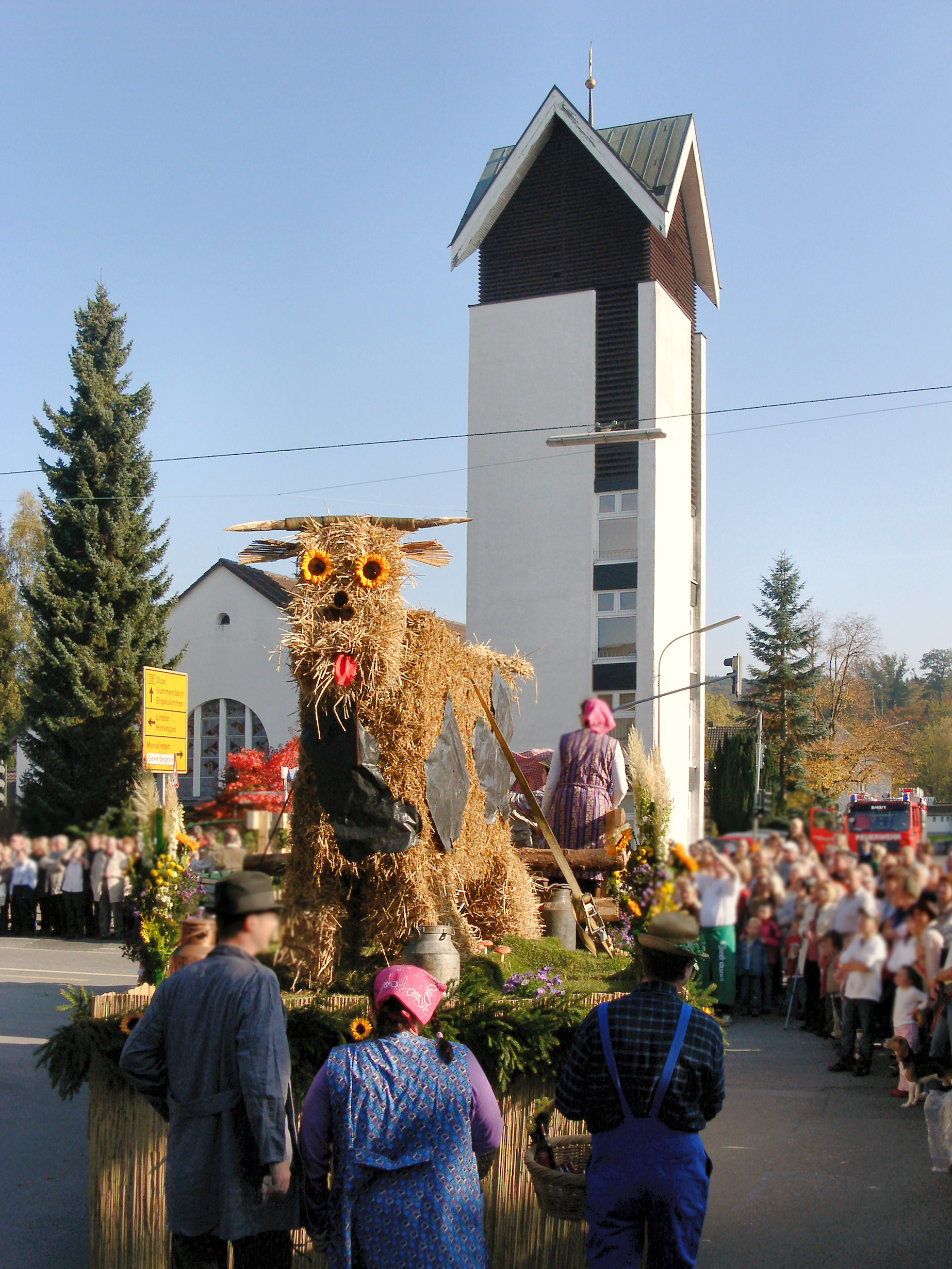
Ernteumzug in Vilkerath vor der Kirche Maria Hilf

Jeweils am zweiten Wochenende im Oktober findet in Vilkerath ein dreitägiges Erntefest statt. Veranstalter ist das Landwirtschaftliche Casino, das seit 1872 besteht. Höhepunkt der Festlichkeiten ist der sonntägliche Ernteumzug, an dem mehr als 500 Teilnehmer mitwirken. Die Erntekrone wird auf einem von Pferden gezogenen Wagen von Fußgruppen, Musikkapellen und historischen Traktoren begleitet. Auf mehr als ein Dutzend Themenwagen werden Themen zum bäuerlichen Leben phantasievoll dargestellt. Seit 1950 wird anlässlich des Erntefestes ein Erntepaar gekürt. Mehrere tausend Besucher aus der Region säumen den Straßenrand während des Umzuges.